# Stigmatoechos violacea
Stigmatoechos violacea är en mossdjursart som först beskrevs av Michael Sars 1863.  Stigmatoechos violacea ingår i släktet Stigmatoechos och familjen Stigmatoechidae. Arten är reproducerande i Sverige. Utöver nominatformen finns också underarten S. v. proboscina.